# Synagoge (Obbornhofen)

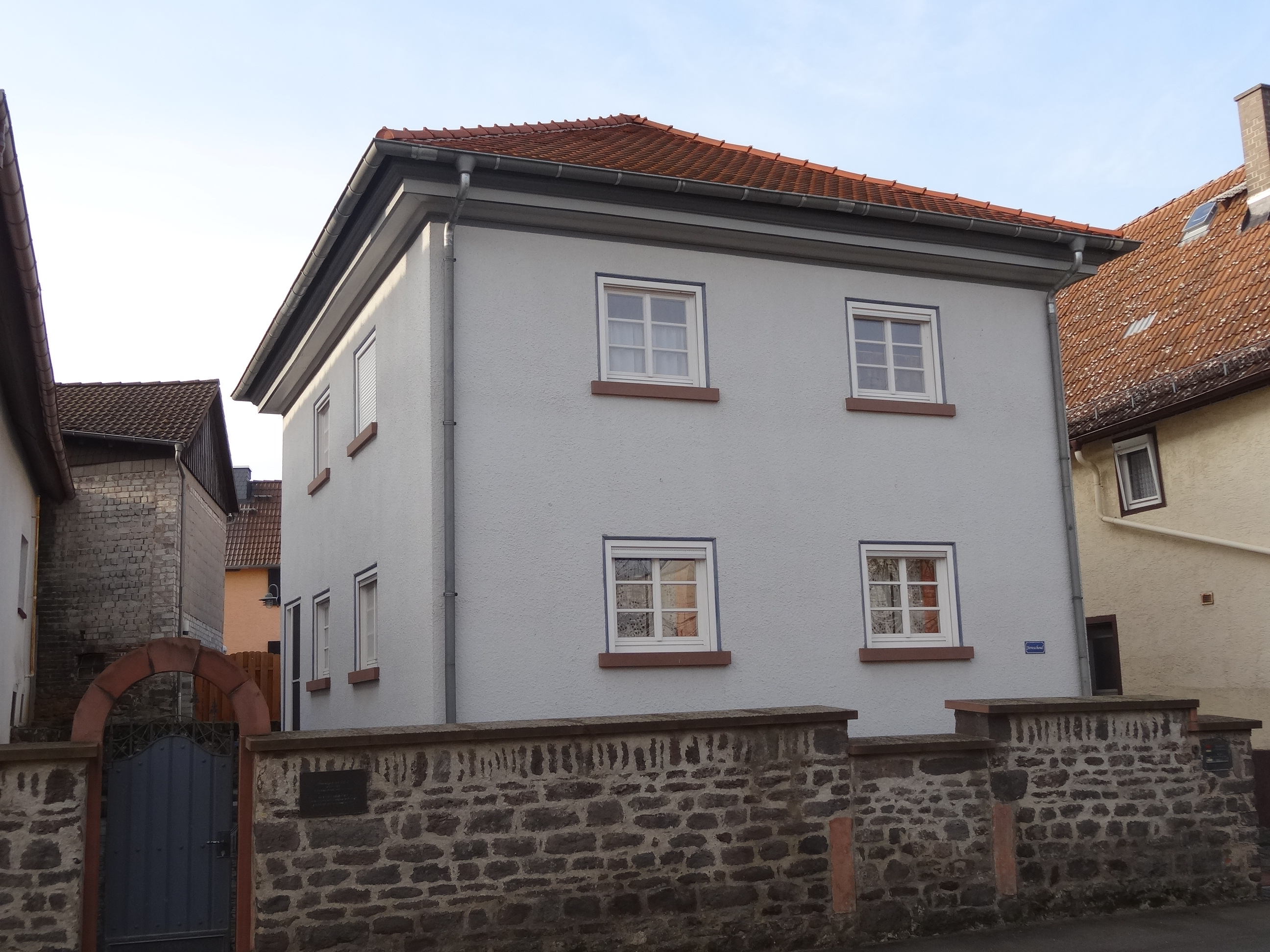
Synagogengebäude in Obbornhofen

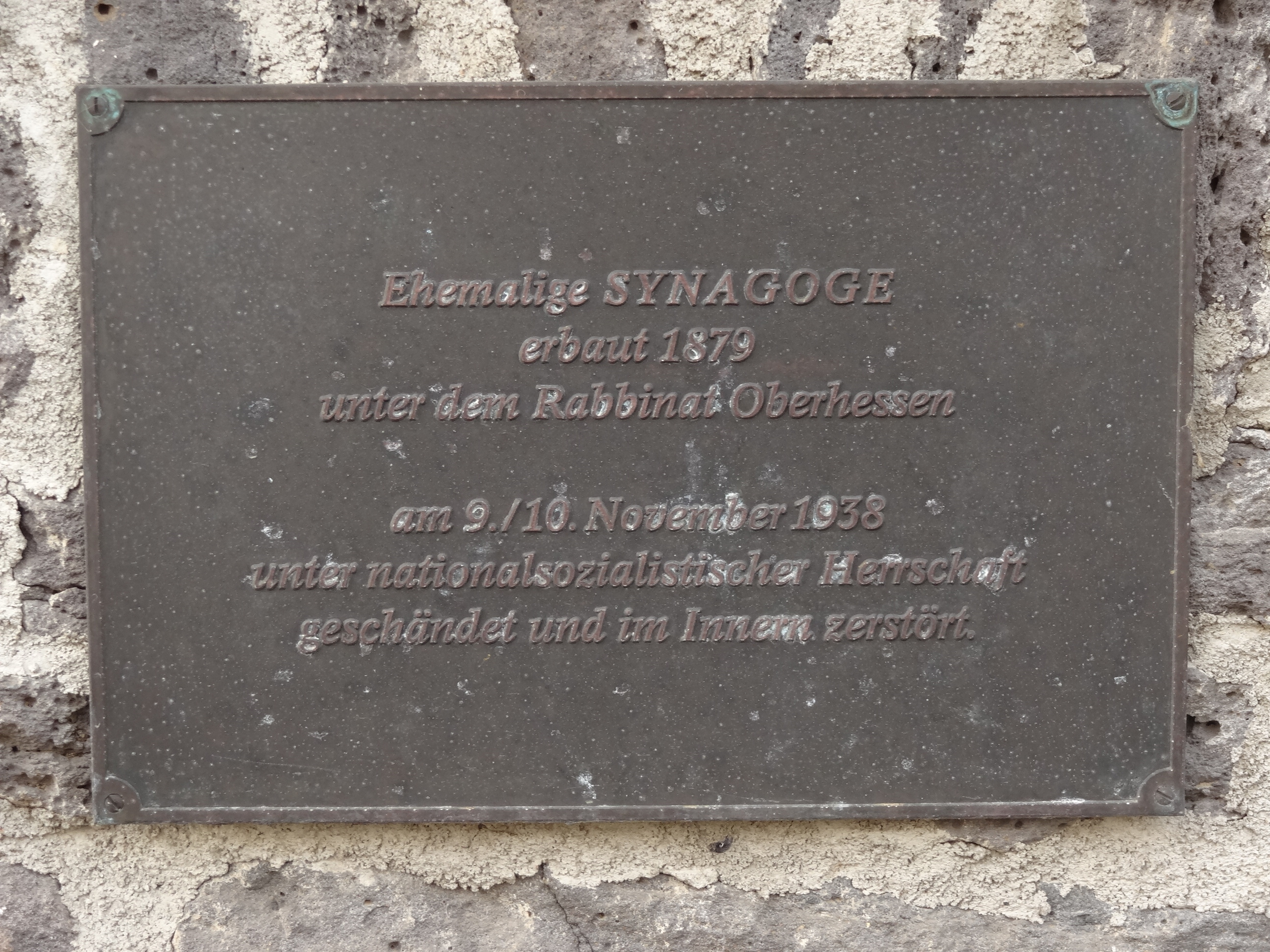
Gedenktafel

Die Synagoge in Obbornhofen, einem Stadtteil von Hungen im Landkreis Gießen in Mittelhessen, wurde 1879 errichtet. Die ehemalige Synagoge in der Kommenturgasse 9 ist ein geschütztes Kulturdenkmal.

## Geschichte
Der verputzte Fachwerkbau wurde auf dem Grundstück eines Vorgängerbaus erstellt. 
Beim Novemberpogrom 1938 wurde die Inneneinrichtung der Synagoge zerstört. 
Das Synagogengebäude kam in Privatbesitz und wurde zu einem Wohnhaus umgebaut. Es erlebte nach 1945 mehrere Besitzerwechsel. 

## Gedenken
Seit 1988 befindet sich an der Grundstücksmauer eine Gedenktafel mit der Inschrift: „Ehemalige Synagoge erbaut 1879 unter dem Rabbinat Oberhessen – am 9./10. November 1938 unter nationalsozialistischer Herrschaft geschändet und im Inneren zerstört“.